# Condado de Pike (Indiana)
O Condado de Pike é um dos 92 condados do Eestado americano de Indiana. A sede do condado é Petersburg, e sua maior cidade é Petersburg. O condado possui uma área de 883 km² (dos quais 13 km² estão cobertos por água), uma população de 12 837 habitantes, e uma densidade populacional de 15 hab/km² (segundo o censo nacional de 2000). O condado foi fundado em 1817.